# Стшельцев
Стшельцев (пол. Strzelcew) — село в Польщі, у гміні Лович Ловицького повіту Лодзинського воєводства.
Населення — 281 особа (2011).
У 1975-1998 роках село належало до Скерневицького воєводства.

## Демографія
Демографічна структура станом на 31 березня 2011 року:
|          | Загалом | Допрацездатний вік | Працездатний вік | Постпрацездатний вік |
| -------- | ------- | ------------------ | ---------------- | -------------------- |
| Чоловіки | 140     | 37                 | 93               | 10                   |
| Жінки    | 141     | 31                 | 70               | 40                   |
| Разом    | 281     | 68                 | 163              | 50                   |